# 周振 (萬曆進士)
周振（16世紀—17世紀），字若臨，黃州府麻城縣人，明朝政治人物。

## 生平
周振是萬曆十七年進士周應嵩的兒子，於萬曆四十六年（1618年）中北闈舉人，次年（1619年）成己未科進士，但因為天啟年間朝廷政治昏暗而不應選歸鄉。他住在距離縣城百里的森林，整年也沒有踏足過市集；逢過節時總會與田夫飲酒，和氣得沒有人知道他曾為官。